# 阿拉瓜塞马
阿拉瓜塞马是巴西托坎廷斯州的一个市镇。总面积2778.452平方公里，总人口5964人，人口密度2.1人/平方公里。